# Horngurke
Die Horngurke oder Hornmelone (Cucumis metuliferus) ist eine Pflanzenart aus der Familie der Kürbisgewächse (Cucurbitaceae). Ihre Früchte sind in Europa unter der Handelsmarke Kiwano bekannt.

## Beschreibung

### Vegetative Merkmale

Junge Pflanze mit Keimblättern und erstem echten Blatt

Die Horngurke ist eine einjährige Kletterpflanze, die sich etwa 3 Meter weit ausbreitet. Die Stängel sind steifhaarig und gerippt.
Die wechselständigen, drei- bis fünflappigen oder auch ungelappten, einfachen und langstieligen Laubblätter ähneln denen der Gurke. Sie sind im Umriss eiförmig oder herzförmig, etwa 10–14 Zentimeter lang und am Rand feingezähnt, an der Spitze und an den Lappen rundspitzig bis spitz und unterseits borstig. Die einfachen, dünnen Ranken sind etwa bis 10 Zentimeter lang. Der Blattstiel ist 6–12 Zentimeter lang und borstig behaart und die Nebenblätter fehlen. Die Nervatur ist handförmig.

### Generative Merkmale

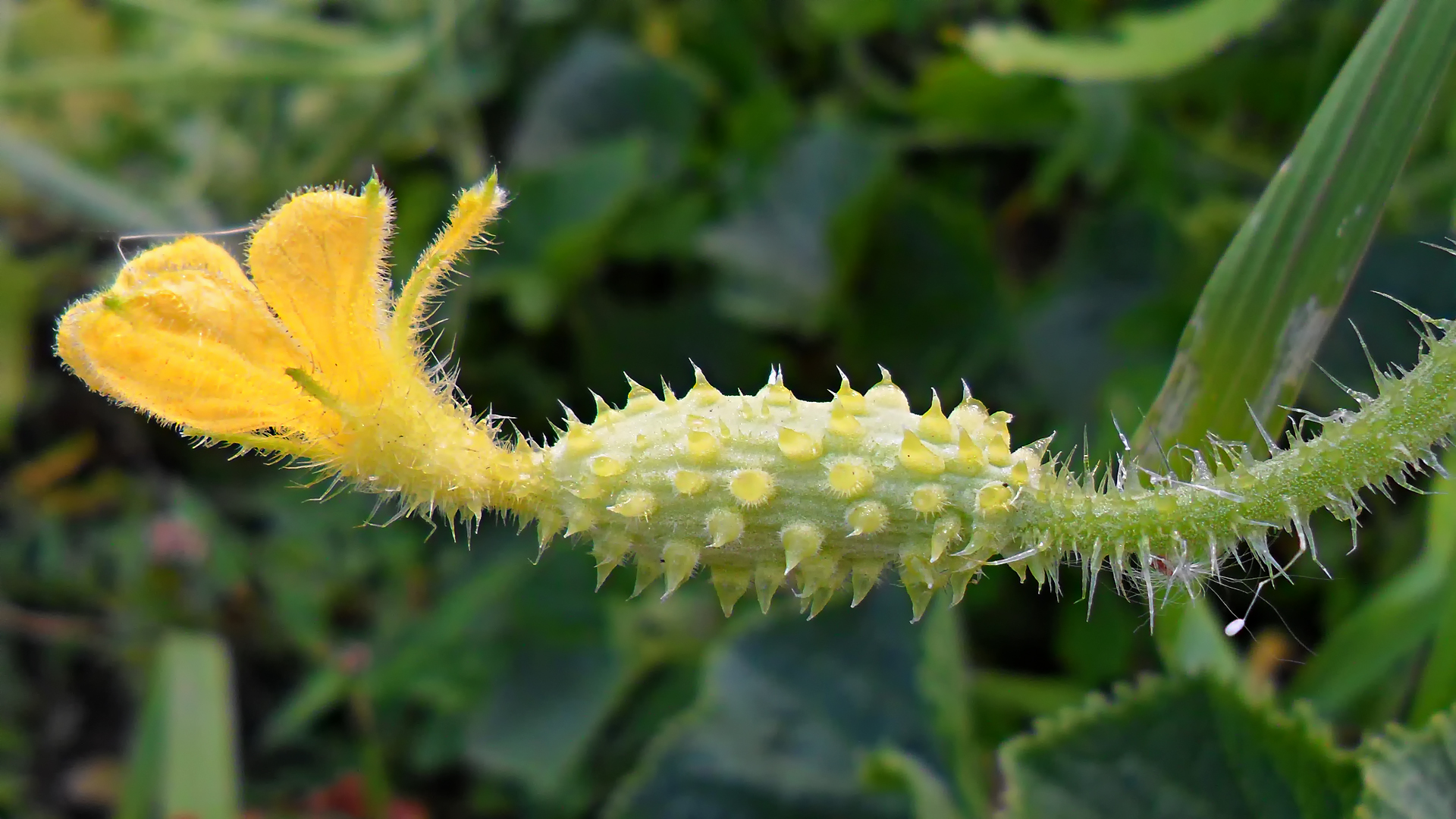
Blüte und sich entwickelnde Frucht

Die Horngurke ist einhäusig gemischtgeschlechtlich monözisch. Die eingeschlechtlichen, gestielten und gelben Blüten sind fünfzählig mit doppelter Blütenhülle. Die Blütenstiele sind steifhaarig. Die männlichen Blüten erscheinen in kleinen Gruppen einige Tage vor den einzeln erscheinenden weiblichen. Die schmalen, priemlichen, kleinen und aufrechten Kelchblätter und der Blütenbecher sind steifhaarig. Die gelbe Krone, mit den fünf am Grund verwachsenen Kronblättern ist haarig, innen feiner als außen. Der Fruchtknoten ist unterständig und sitzt unterhalb des Blütenbechers, die Narbe ist dreilappig. Bei den männlichen Blüten ist ein Pistillode und drei kurze Staubblätter vorhanden, und bei den weiblichen sind Staminodien vorhanden.
Die bestachelten, vielsamigen Früchte (Scheinfrucht) erreichen rund einen Monat nach der Befruchtung ihr maximales Gewicht, in den folgenden zwei Wochen werden sie süßer und oranger und erreichen die Reife. Die dickschaligen Früchte sind dann 10 bis 15 Zentimeter lang und ellipsoid. Die festen Stacheln an der Oberfläche haben eine breite Basis und sind rund einen Zentimeter lang. Zur Fruchtreife sind die Früchte orange-gelb bis grün-bräunlich, das Innere ist grün und wäßrig-saftig. Der Geschmack wird als Kombination von Bananen, Zitronen und Passionsfrucht beschrieben, von anderen wieder als schal und adstringierend. Früchte von Wildpflanzen schmecken bitter. Die kleinen, 5–8 Millimeter langen, feinhaarigen Samen sind weißlich, abgeflacht und eiförmig.
Die Chromosomenzahl beträgt 2n = 24.

## Verbreitung
Die Horngurke ist in semi-ariden Gebieten des südlichen und zentralen Afrikas endemisch. Sie wächst dort in geringen Meereshöhen. Heute wird sie in vielen Ländern kultiviert. In Queensland ist die Horngurke verwildert und wird inzwischen als invasive Pflanze eingestuft.

## Anbau

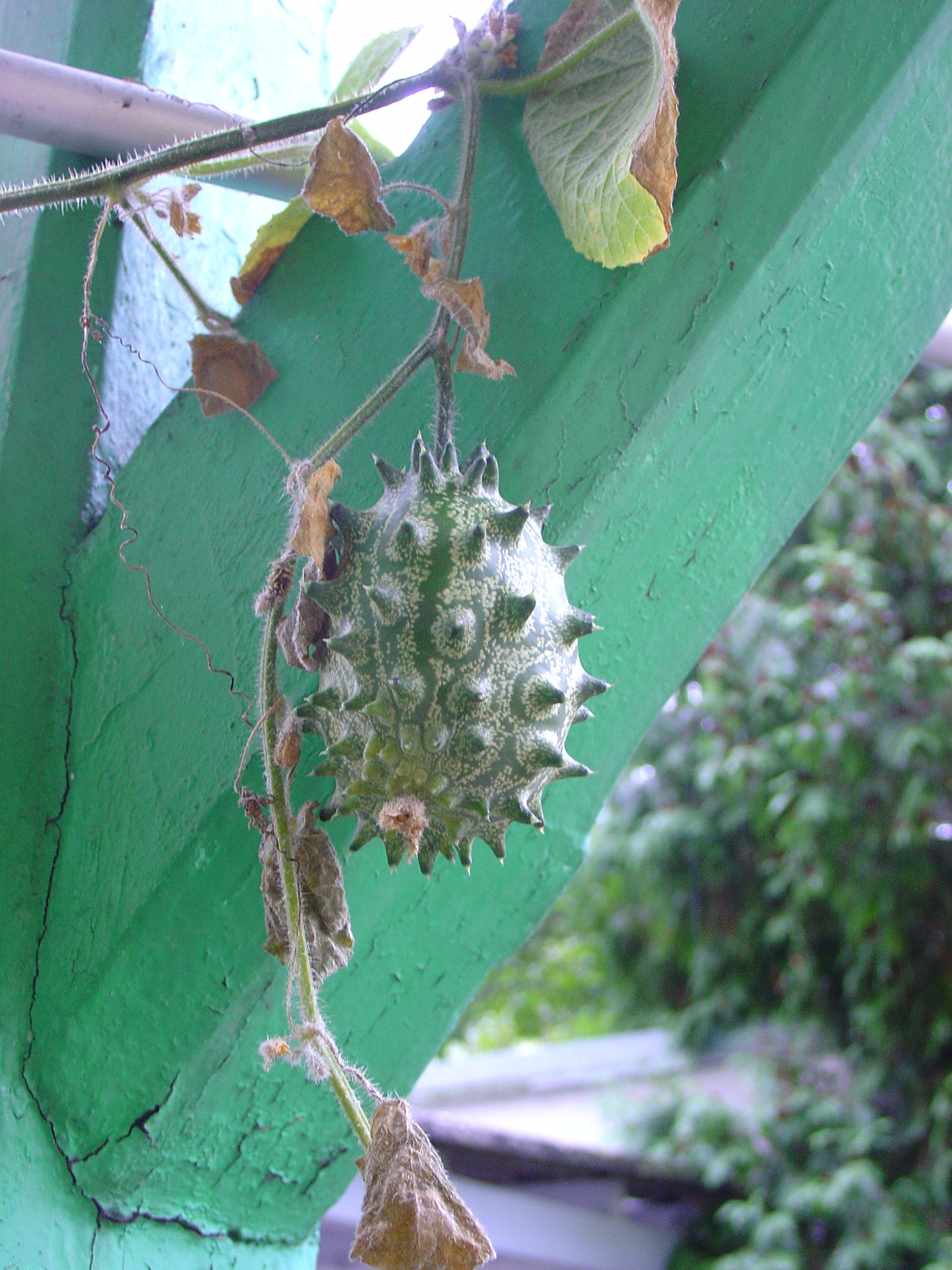
Eine größere, noch unreife Horngurke

Die Horngurke wird unter anderem in Neuseeland und in Israel für den Export nach Europa und in die USA angebaut. Neuseeländische Horngurken werden unter der Handelsmarke Kiwano vermarktet. Günstig für den Export ist die lange Haltbarkeit der Früchte von bis zu einigen Monaten.
Der Anbau ist ähnlich dem der Zuckermelone. Die Zeit zwischen Aussaat und Ernte beträgt in Israel dreieinhalb Monate.
Der Ertrag kann über 46 Tonnen Früchte pro Hektar und Ernte betragen. Die Pflanzen sind gegenüber einigen typischen Virenerkrankungen der Kürbisgewächse resistent.

## Nährstoffgehalt – Vitamine und Spurenelemente

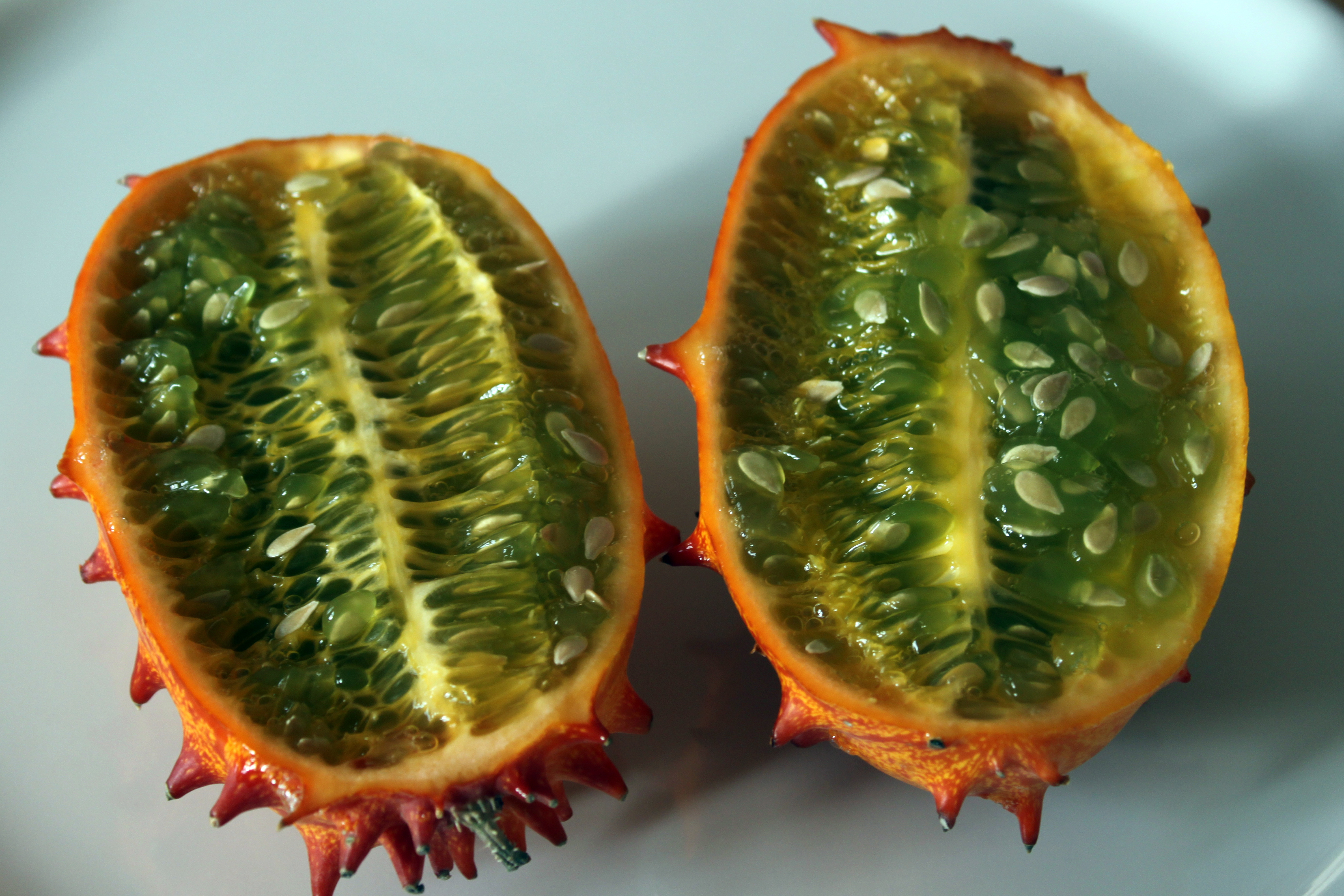
Horngurke, aufgeschnitten

Die Horngurke enthält folgende Nährstoffe, Vitamine und Spurenelemente:
| Energie: 183 kJ      | Wasser: 88,97 g   | Protein: 1,78 g          | Fett: 1,26 g         | Kohlenhydrate: 7,56 g |
| Calcium: 13 mg       | Eisen: 1,13 mg    | Magnesium: 40 mg         | Phosphor: 37 mg      | Kalium: 123 mg        |
| Natrium: 2 mg        | Zink: 0,48 mg     | Kupfer: 0,020 mg         | Mangan: 0,039 mg     |                       |
| Vitamin C: 5,3 mg    | Thiamin: 0,025 mg | Pantothensäure: 0,183 mg | Vitamin B6: 0,063 mg | Folsäure: 3 µg        |
| Riboflavin: 0,015 mg | Niacin: 0,565 mg  | Vitamin A: 7 µg          | Betakarotin: 88 µg   |                       |